# Wereldkampioenschappen baanwielrennen 1953
De wereldkampioenschappen baanwielrennen 1953 werden gehouden van 21 tot en met 26 augustus 1953 in het Zwitserse Zürich. Er stonden vijf onderdelen op het programma, drie voor beroepsrenners en twee voor amateurs.

## Uitslagen

### Beroepsrenners
| Onderdeel     | Goud               | Goud      | Zilver             | Zilver     | Brons              | Brons               |
| ------------- | ------------------ | --------- | ------------------ | ---------- | ------------------ | ------------------- |
| Sprint        | Arie van Vliet     | Nederland | Enzo Sacchi        | Italië     | Reginald Harris    | Verenigd Koninkrijk |
| Achtervolging | Sydney Patterson   | Australië | Kay-Werner Nielsen | Denemarken | Antonio Bevilacqua | Italië              |
| Stayeren      | Adolph Verschueren | België    | Roger Queugnet     | Frankrijk  | Henri Lemoine      | Frankrijk           |

### Amateurs
| Onderdeel     | Goud             | Goud   | Zilver           | Zilver | Brons              | Brons                    |
| ------------- | ---------------- | ------ | ---------------- | ------ | ------------------ | ------------------------ |
| Sprint        | Marino Morettini | Italië | Cesare Pinarello | Italië | Werner Potzernheim | Bondsrepubliek Duitsland |
| Achtervolging | Guido Messina    | Italië | Loris Campana    | Italië | Daan de Groot      | Nederland                |

### Medaillespiegel
| Plaats | Land                     | Goud | Zilver | Brons | Totaal |
| 1      | Italië                   | 2    | 3      | 1     | 6      |
| 2      | Nederland                | 1    | 0      | 1     | 2      |
| 3      | Australië                | 1    | 0      | 0     | 1      |
| 3      | België                   | 1    | 0      | 0     | 1      |
| 5      | Frankrijk                | 0    | 1      | 1     | 2      |
| 6      | Denemarken               | 0    | 1      | 0     | 1      |
| 7      | Bondsrepubliek Duitsland | 0    | 0      | 1     | 1      |
| 7      | Verenigd Koninkrijk      | 0    | 0      | 1     | 1      |
| Totaal | Totaal                   | 5    | 5      | 5     | 15     |